# Долженковы
Долженковы — древний русский дворянский род.

## История рода
В 1590-х годах помещиками Орловского уезда числились десять представителей рода. Прокофий Игнатьевич вёрстан новичным окладом по Одоеву (1596).
Василий Афанасьевич помещик Орловского уезда (1623). Иван Фёдорович получил государево жалование за полонное терпение (1625). Восемь представителей рода владели поместьями в Старо-Оскольском уезде (1644). Борис и Иван Долженковы бобриковские дети боярские (1650). Иван Григорьевич служил в детях боярских по Каменному (1662).
Один представитель рода владел населённым имением (1699).